# Vulcanodontidae
Vulcanodontidae é uma família de dinossauros do clado Sauropoda do Jurássico Inferior da África.

## Taxonomia
A família foi cunhada por Michael Robert Cooper em 1984 para abrigar os gêneros Vulcanodon e Barapasaurus. José Bonaparte, em 1986, considerou cada um dos gêneros em famílias distintas, Vulcanodontidae e Barapasauridae. McIntosh em 1990 expandiu a família incluindo os gêneros Ohmdenosaurus e Zizhongosaurus. Em 1995 Hunt e colaboradores consideraram Vulcanodontidae como sinônimo de Barapasauridae. No mesmo ano, Paul Upchurch considerou Vulcanodontidae parafilética, uma vez que os gêneros não estavam relacionados entre si. Dong, em 1998, considerou a família com três gêneros: Vulcanodon, Kunmingosaurus e Zizhongosaurus. Outras análises em 1998 demonstraram que Vulcanodontidae era parafilética, e muitos dos gêneros historicamente incluídos foram considerados incertae sedis dentro de Sauropoda.
Em 2004, com a descrição do gênero Tazoudasaurus, a família foi redefinida para incluir este e o Vulcanodon. Posição confirmada em 2008 com a reanálise do material do Tazoudasaurus. Entretanto, esta relação entre os dois gêneros não foi demonstrada em 2009.

## Gêneros
- Vulcanodon: Hettangiano do Zimbábue.[13]
- Tazoudasaurus: Toarciano do Marrocos.[10]